# Placer County
Placer County je okres ve státě státu Kalifornie v USA. K roku 2010 zde žilo 348 432 obyvatel. Správním městem okresu je Auburn. Sousedí s okresy Nevada County (na severu), Washoe County (na východě, stát Nevada), Douglas County (na jihovýchodě), El Dorado County (na jihu), Sacramento County (na jihozápadě), Sutter County (na západě) a Yuba County (na severozápadě).